# Brethren
Die Bezeichnung Brethren (deutsch Brüder, Geschwister) bzw. Brethren Church tragen im englischen Sprachraum mehrere protestantische Kirchen und Glaubensgemeinschaften im Namen. Grob betrachtet lassen sich drei Richtungen unter den Brethren Churches ausmachen:
- Täuferische Brethren
- Plymouth Brethren
- Moravian Brethren

Aus dem gemeinsamen Namensbestandteil „Brethren“ kann nicht auf gemeinsame historische Wurzeln geschlossen werden.

## Täuferische Brethren

### Schwarzenau Brethren
Die größte Gruppe der Brethren Churches beruft sich auf die Bewegung der Tunker (englisch Dunkards). Die Tunker verbanden täuferisch-mennonitische Ansätze mit den Ideen des radikalen Pietismus. In Nordamerika sind diese pietistisch-täuferischen Kirchen vor allem unter dem Namen Schwarzenau Brethren bekannt, der an ihren Entstehungsort Schwarzenau erinnert. Von Schwarzenau und anderen Orten in Deutschland wanderten im 18. Jahrhundert viele von ihnen als Glaubensflüchtlinge nach Pennsylvania aus, von wo aus sich die Bewegung der Schwarzenau Brethren als Church of the Brethren ausbreitete. Um die aus Deutschland stammende Bewegung von den Baptisten abzugrenzen, wurde sie zum Teil auch als German Baptists bezeichnet.
Die meisten Schwarzenau Brethren stehen den Mennoniten nahe und praktizieren die Gläubigentaufe, die sie wie die Baptisten durch Untertauchen (Immersion) durchführen. Direkt aus den Schwarzenau Brethren hervorgegangen sind folgende Kirchen:
- Brethren Reformed Church
- Church of the Brethren
- Conservative Grace Brethren Churches, International
- Dunkard Brethren
- Fellowship of Grace Brethren Churches
- The Brethren Church

### River Brethren/River Mennonites
Beeinflusst von den Schwarzenau Brethren entstanden ab 1780 in meist mennonitischen Siedlungen am Susquehanna River in Pennsylvania die River Brethren oder River Mennonites. Zu den River Brethren zählen heute die Brethren in Christ Church, die Calvary Holiness Church, die Old Order River Brethren und die United Zion Church. Die Brethren in Christ nahmen später auch methodistische Ansätze auf.

### Hutterian Brethren
Die ersten Hutterian Brethren (Hutterische Brüder) kamen 1874 nach Nordamerika, wo sie bis heute in eigenen Siedlungen leben.

### Mennonite Brethren
Wie die Hutterer übersiedelten Ende des 19. Jahrhunderts auch die ersten Mennonite Brethren (Mennonitische Brüdergemeinden) nach Nordamerika. 

## Plymouth Brethren
Die Plymouth Brethren entstanden im 19. Jahrhundert in Irland und England. Im deutschsprachigen Raum sind sie bzw. einzelne Gruppen von ihnen unter verschiedenen Namen bekannt: Christliche Versammlung, Versammlungen der Brüder, Brüdergemeinden, Brüderversammlungen, Darbysten. Verallgemeinernd werden sie auch als Brüderbewegung bezeichnet.
Die Brüderbewegung geht unter anderem auf John Nelson Darby, Georg Müller und Carl Brockhaus zurück. Sie ist Teil der Erweckungsbewegung des 19. Jahrhunderts. Seit 1848 ist sie in zwei Hauptströmungen aufgeteilt: die „Offenen“ und die „Geschlossenen Brüder“ (Open Brethren und Exclusive Brethren).

## Moravian Brethren
Die Herrnhuter werden im englischen Sprachraum als Moravian Church (Mährische Kirche) bezeichnet, was an ihre geschichtlichen Wurzeln bei den tschechischen Hussiten erinnert. Offiziell heißen sie im Englischen Unitas Fratrum (dt. Einheit der Brüder). Es gibt auch eine weitere Kirche, die sich nach den Böhmischen Brüdern offiziell Unity of the Brethren nennt.

## Andere
Die arminianische Church of the United Brethren in Christ entstand Ende des 18. Jahrhunderts als relativ lose Bewegung unter Deutsch-Amerikanern in Pennsylvania, Virginia, Maryland, and Ohio. Sie geht auf den mennonitischen Prediger Martin Boehm und den reformierten Pastor Philip William Otterbein zurück. Die erste Konferenz wurde im Jahr 1800 durchgeführt, auf der beide zu Bischöfen gewählt und die noch junge Kirche in United Brethren in Christ benannt wurde. Nach dem Zweiten Weltkrieg schloss sich die Mehrheit der United Brethren in Christ mit den amerikanischen Methodisten zur United Methodist Church zusammen. Die verbliebene Church of the United Brethren in Christ versteht sich als eigene Denomination.
Im 20. Jahrhundert entstand unter Einfluss der Erweckungsbewegung die lutherische Church of the Lutheran Brethren of America. Ebenfalls im 20. Jahrhundert entstand die adventistische United Seventh-Day Brethren. Die Apostolic United Brethren Church ist eine fundamentalistische mormonische Gemeinschaft.